# Fundación Cuixart

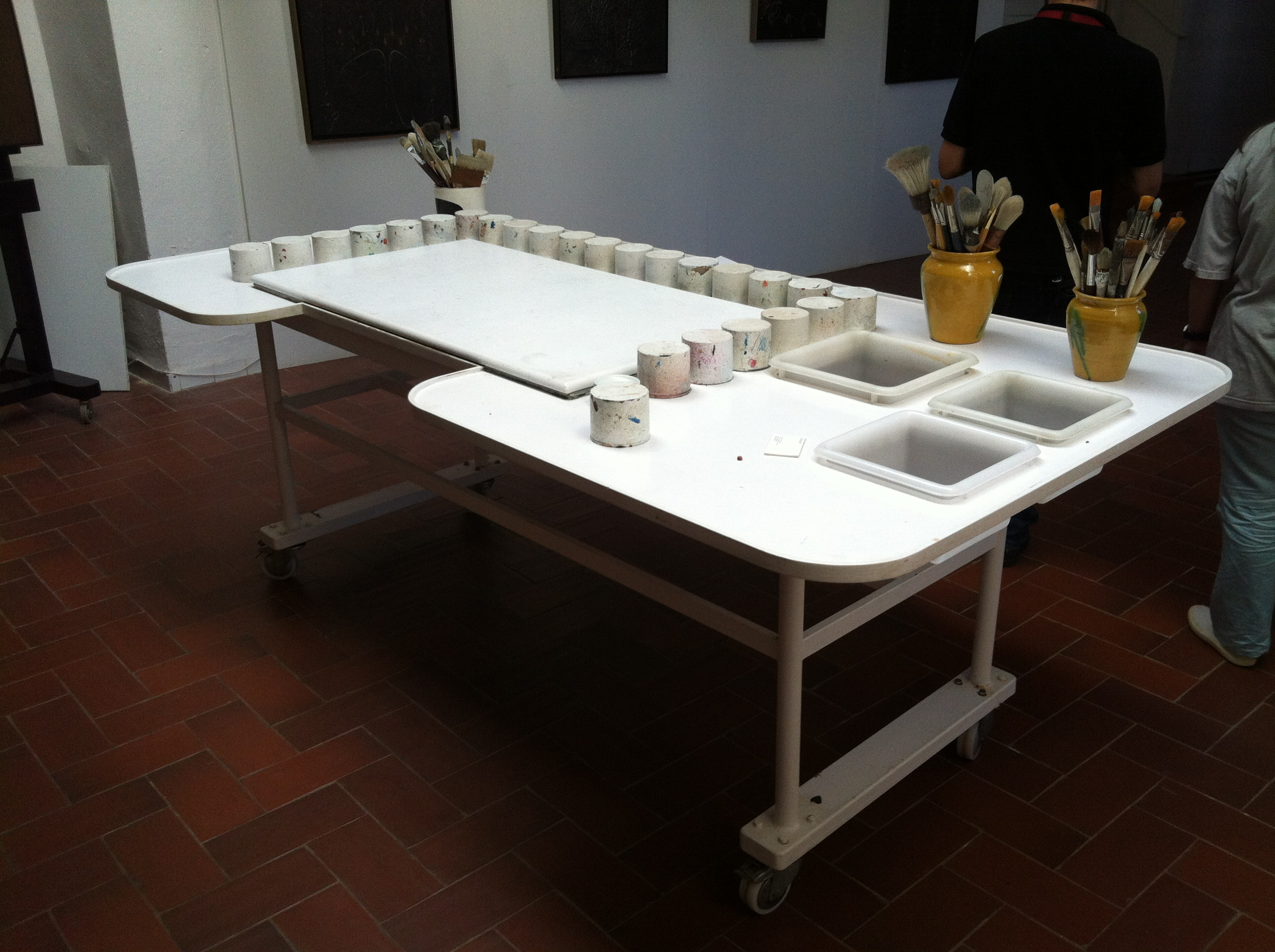
Mesa de trabajo en el taller de Modest Cuixart de Palafrugell, actual sede de la Fundación Cuixart

La Fundación Cuixart es una entidad privada sin ánimo de lucro con sede en Palafrugell, fundada en 1998 por voluntad de Modest Cuixart y Tapias en vida del pintor.
Fue constituida para articular una plataforma, a partir de la cual divulgar su trayectoria artística y proteger su obra. Con el tiempo, se ha convertido en una organización cultural que protege este patrimonio y que potencia el arte catalán contemporáneo a nivel internacional. Asimismo ofrece proyección a los nuevos artistas emergentes. Se organizan actividades vinculadas con el arte, la cultura y la docencia, para formar a las nuevas generaciones, sensibilizándolos para que tengan herramientas intelectuales suficientes para apreciar el arte moderno y su patrimonio allá donde vayan.

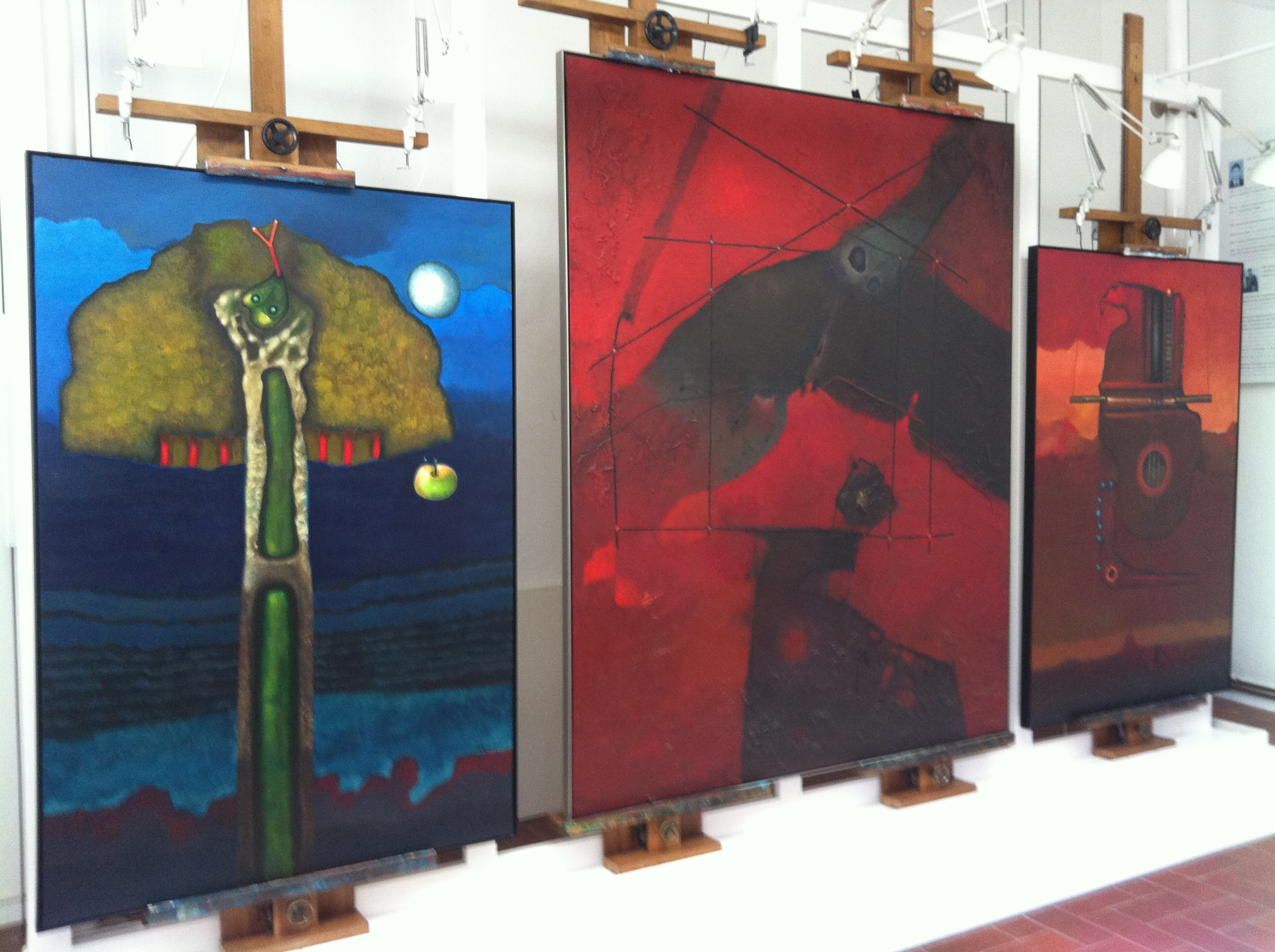
Fundación Cuixart

La Fundación es la encargada del mantenimiento de la casa modernista donde vivió Modest Cuixart a partir de los años 70, y del taller del pintor como parte del patrimonio cultural de la entidad.
En el año 2007, la fundación cesó temporalmente sus tareas públicas por respeto a la muerte del pintor y el luto de la familia,. Actualmente la Fundación colabora, con el Departamento de Cultura de la Generalidad de Cataluña y el Ayuntamiento de Palafrugell, en diferentes proyectos educativos y culturales.
La Fundación Cuixart gestiona diferentes actividades en la sede física y ofrece la posibilidad de visitar el estudio-taller del pintor, además de organizar ciclos de actividades culturales como exposiciones, certámenes de música, danza y fotografía, manteniendo la faceta dinamizadora del pintor.
La Fundación, ubicada en la calle Garriga, num. 22, ha conservado el taller del pintor con esmero, preservando las herramientas y el ambiente en el cual Modest Cuixart llevaba a cabo su proceso de creación. El taller custodia, con el mismo esmero, los utensilios que utilizaba y dedica un homenaje a sus pinceles, de los que no se desprendía y a quiénes Cuixart tenía en gran aprecio, considerándolos como amigos.
El taller, con el nombre de Taller Victoria, fue diseñado por su hijo primogénito Marc Cuixart, arquitecto y catedrático, y construido en 1984. El proceso creativo de Cuixart era muy intenso; pasaba días encerrado en él, sumergido en su sueño cognitivo y creador. Por ello adaptó un altillo, con una cama para descansar y con un tocadiscos en el cual sonaba insistentemente Wagner. Actualmente la fundación expone una selección de obras del artista, especialmente de la época informalista que vivió en París y de su última etapa.

## Taller Cuixart
Modest Cuixart realizó un total de 4000 obras, desde el año 1941 hasta el 2007. Vinculada a su inquietud por la ciencia, la medicina, la naturaleza y el progreso, Cuixart transmitió en su obra los principios filosóficos relacionados con la ciencia y la naturaleza, así como un homenaje a la mujer, la paz, la libertad, la vida y el sufrimiento de los hombres
Este taller llamado Taller Victoria fue diseñado por su hijo primogeni Marc Cuixart, arquitecto y catedrático, fue construido en 1984. El proceso creativo de Cuixart era muy intenso y pasaba días cerrado al taller sumergido en su sueño cognitivo y creador, por eso se adaptó un altillo con una cama para descansar. Además de un tocadiscos con el cual hacía sonar Wagner. Actualmente la fundación expone una selección abres del artista, especialmente de la época informalista que vivió en París y de la última etapa.
Modesto Cuixart, realizó un total de 4000 obras desde el año 1941 hasta el 2007. Vinculada a su inquietud por la ciencia,la medicina, la natura y el progreso Cuixart transmite a la suya obra cimientos filosóficos relacionados con la ciencia y la natura así como un homenaje a la mujer la paz, la libertad, la vida y el sufrimiento de los hombres